# Mesocheira bicolor
Mesocheira bicolor (Fabricius, 1804) — вид пчёл, из трибы Ericrocidini семейства Apidae. Собирательные волоски образуют так называемую корзинку.

## Распространение
Неотропика: от Мексики до Аргентины.

## Классификация
Вид был впервые описан в 1804 году датским энтомологом Иоганном Христианом Фабрицием (Johan Christian Fabricius; 1745—1808). В 1825 году французские энтомологи граф Амедей Луи Мишель Лепелетье и Жан Гийом Одине-Сервиль выделили его в отдельный род Mesocheira Lepeletier & Serville, 1825, в котором уже более двухсот лет остаётся единственным видом.